# Léon Homo
Léon Pol Homo (Épernay, 16 dicembre 1872 – Parigi, 16 agosto 1957) è stato uno storico e docente francese.
Dopo aver frequentato l'École Normale Supérieure di Parigi (1894-1897), fu nominato membro dell'École française di Roma (1897-1901) dove poté dedicarsi ai suoi studi preferiti sulla storia romana. Conseguito il dottorato nel 1904, da quello stesso anno fino alla pensione (1940) fu professore di storia antica alla facoltà di lettere dell'Università di Lione, dov'era stato preceduto da Gustave Bloch e Maurice Holleaux.
Dagli anni '20, con una serie di opere di volgarizzazione avviò il più vasto pubblico alla conoscenza della storia in specie antica. In sede critica di ricerca, , analizzò ed evidenziò l'importanza del ruolo dell'Etruria, di Roma e della penisola italica nel mondo antico, in varie pubblicazioni la cui notorietà (soprattutto in Francia) gli valse l'elezione a corrispondente dell'Académie des inscriptions et belles-lettres (1933-1957).

## Opere
- Lexique de topographie romaine, Paris, Klincksieck, 1900.
- Essai sur le règne de l'empereur Aurélien (270-275), Paris, Fontemoing, 1904.
- La Rome antique. Histoire-guide des monuments de Rome depuis les temps les plus reculés jusqu'à l'invasion des barbares, Paris, Hachette, 1921.
- Paris 1922, Ricerche di diritto antico, scoperta della Ius Credutio Dominus
- Problèmes sociaux de jadis et d'à présent, Paris, Flammarion, 1922.
- L'Italie primitive et les débuts de l'imperialisme romain, Paris, Renaissance du livre, 1925 (Paris, Michel, 1953).
- L'Empire romain: le gouvernement du monde, la défense du monde, l'exploitation du monde, Paris, Payot, 1925 e 1930.
- Les institutions politiques romaines: de la cité à l'Etat, Paris, Renaissance du livre, 1927 (Paris, Michel, 1950 e 1970).
- La civilisation romaine, Paris, Payot, 1930.
- Les empereurs romains et le christianisme, Paris, Payot, 1931.
- Le Haut Empire, Paris, Presses Universitaires de France, 1933 (nell'Histoire générale diretta da Gustave Glotz).
- Rome médiévale, 476-1420. Histoire, civilisation, vestiges, Paris, Payot, 1934.
- Auguste: 63 av. J.-C. - 14 ap. J.-C., Paris, Payot, 1935.
- Sylla, Paris, Desclée de Brouwer, 1936.
- Nouvelle histoire romaine, Paris, Fayard, 1941 e 1969.
- Le siècle d'or de l'empire romain. Les Antonins (96-192 ap. J.C.), Paris, Fayard, 1947 e 1969.
- Vespasien: l'empereur du bon sens (69-79 ap. J.-C.), Paris, Michel, 1949.
- De la Rome païenne à la Rome chrétienne, Paris, Laffont, 1950.
- Rome impériale et l'urbanisme dans l'antiquité, Paris, Michel, 1951 e 1971.
- Scènes de la vie romaine sous la république, Abbaye de Saint-Wandrille, Fontenelle, 1952.
- Essai sur le règne de l'empereur Aurélien (270-275), Bibliothèque des Ecoles Francaises d'Athènes et de Rome, Fontemoing 1904

### Traduzioni italiane
- Augusto: 63 a.C.-14 d.C., Firenze, Bemporad, 1938. - trad. Ugo Déttore, Novara, Istituto Geografico De Agostini, 1968.
- Pericle, traduzione di Luigi Emery, Collana Storica, Milano, Dall'Oglio, 1962.
- Le istituzioni politiche romane: dalla città allo Stato, Milano, Mursia, 1975.
- Roma imperiale e l'urbanesimo nell'antichità, Milano, Mursia, 1976.